# Jagdfliegerführer Süddeutschland
Jagdfliegerführer Süddeutschland war ab dem 27. November 1942 die Bezeichnung einer Dienststellung bzw. einer Kommandobehörde auf Brigadeebene der deutschen Luftwaffe im Zweiten Weltkrieg. Ihre Hauptaufgabe war die Luftraumverteidigung zur Nachtzeit in Süddeutschland.

## Geschichte
Die Kommandobehörde des Jagdfliegerführers Süddeutschland wurde am 27. Februar 1942 auf dem Flugplatz Schleißheim aufgestellt. Sie führte die in Süddeutschland stationierten Nachtjagdverbände und verteidigte den Luftraum in diesem Bereich. Sie war dem XII. Fliegerkorps des Luftwaffenbefehlshabers Mitte unterstellt. Am 2. Juli 1943 erfolgte die Umbenennung in 5. Jagd-Division.

## Unterstellte Verbände
| 1. Februar 1943 |                                                                     |
| --------------- | ------------------------------------------------------------------- |
| 1. Februar 1943 | Stab, I., II. und III./Nachtjagdschule 1; 10./Nachtjagdgeschwader 5 |